# Puncha ratzeburgi
Puncha ratzeburgi là một loài côn trùng trong họ Raphidiidae thuộc bộ Raphidioptera. Loài này được Brauer miêu tả năm 1876.

## Hình ảnh

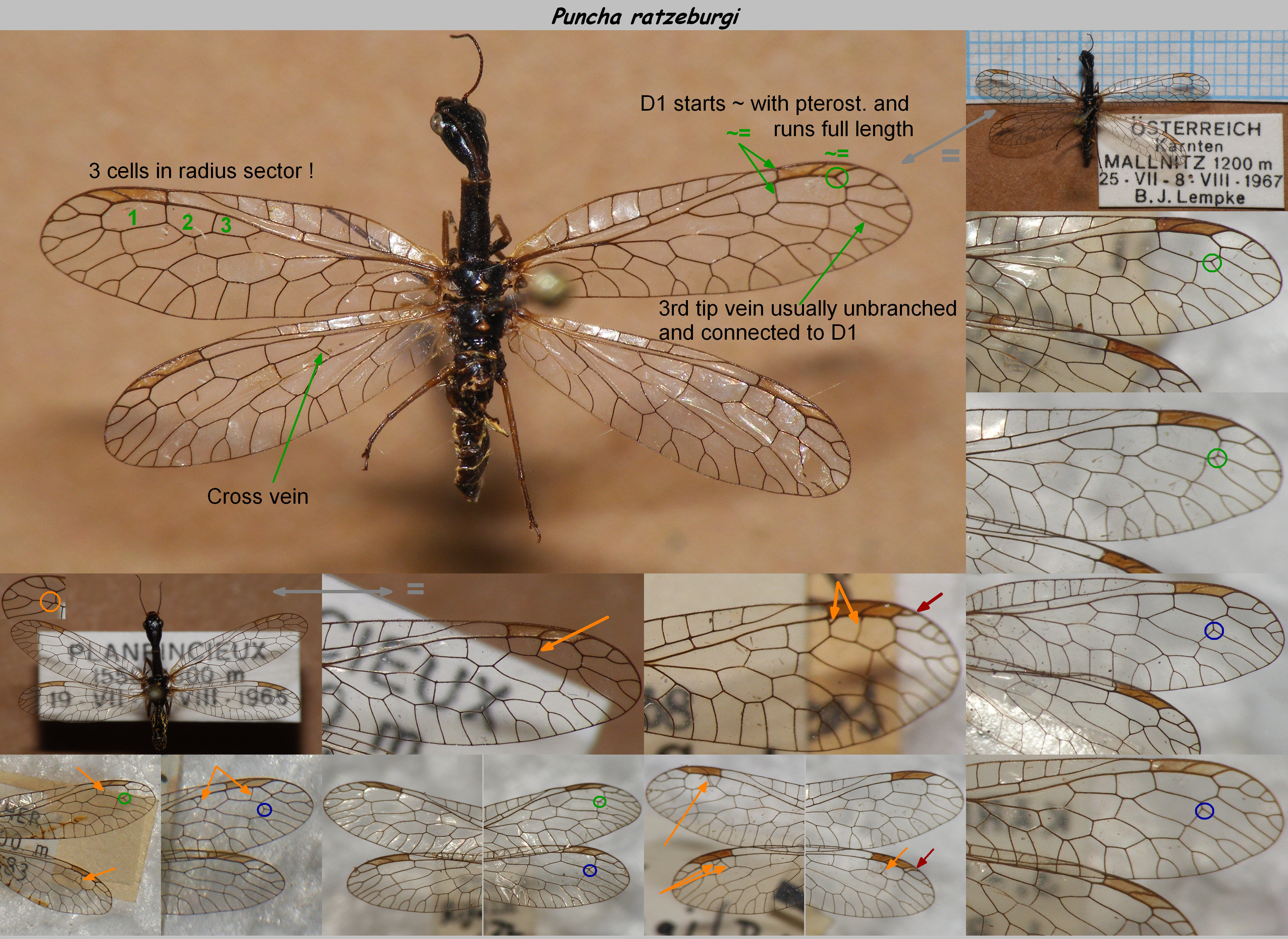
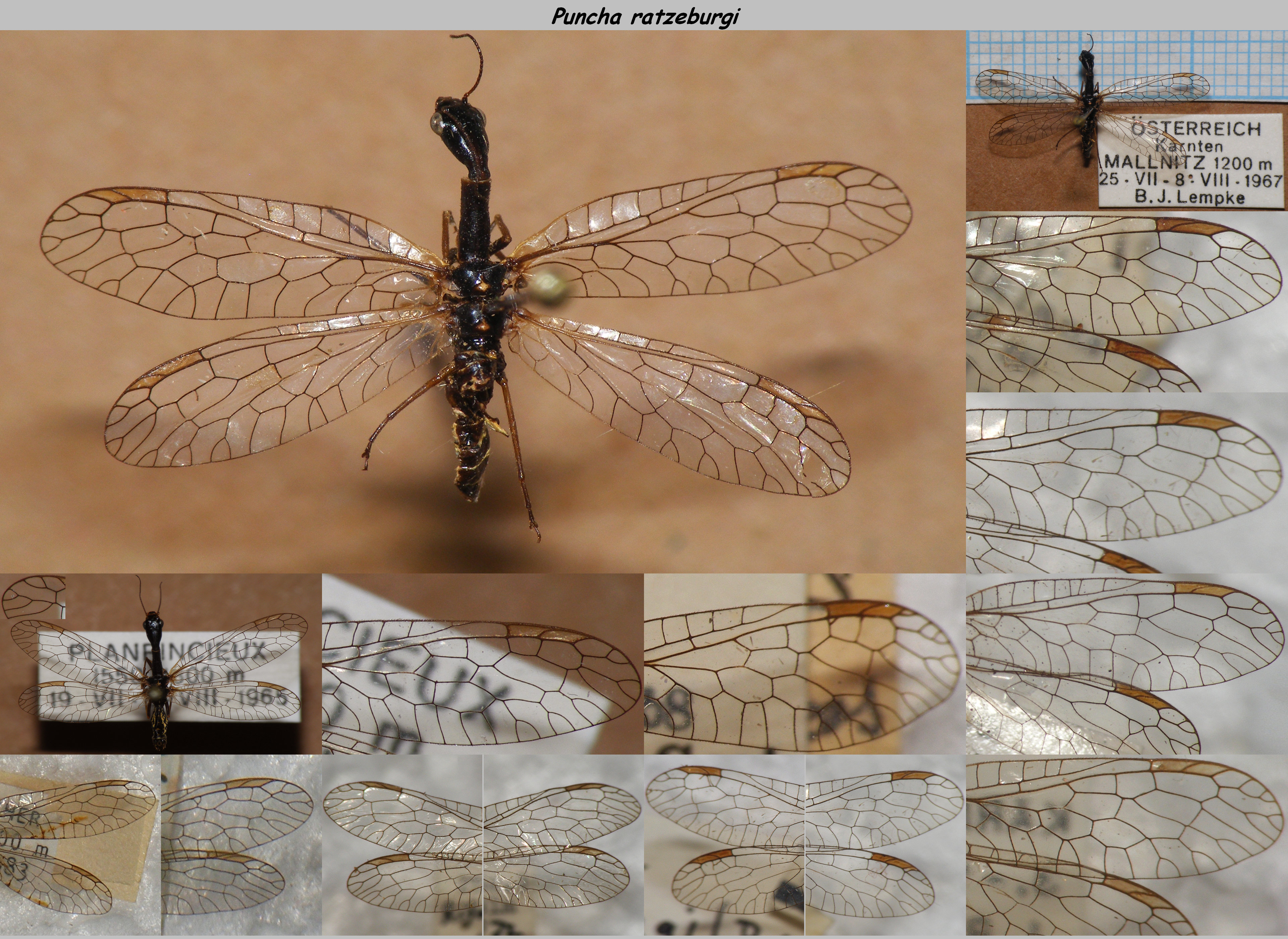
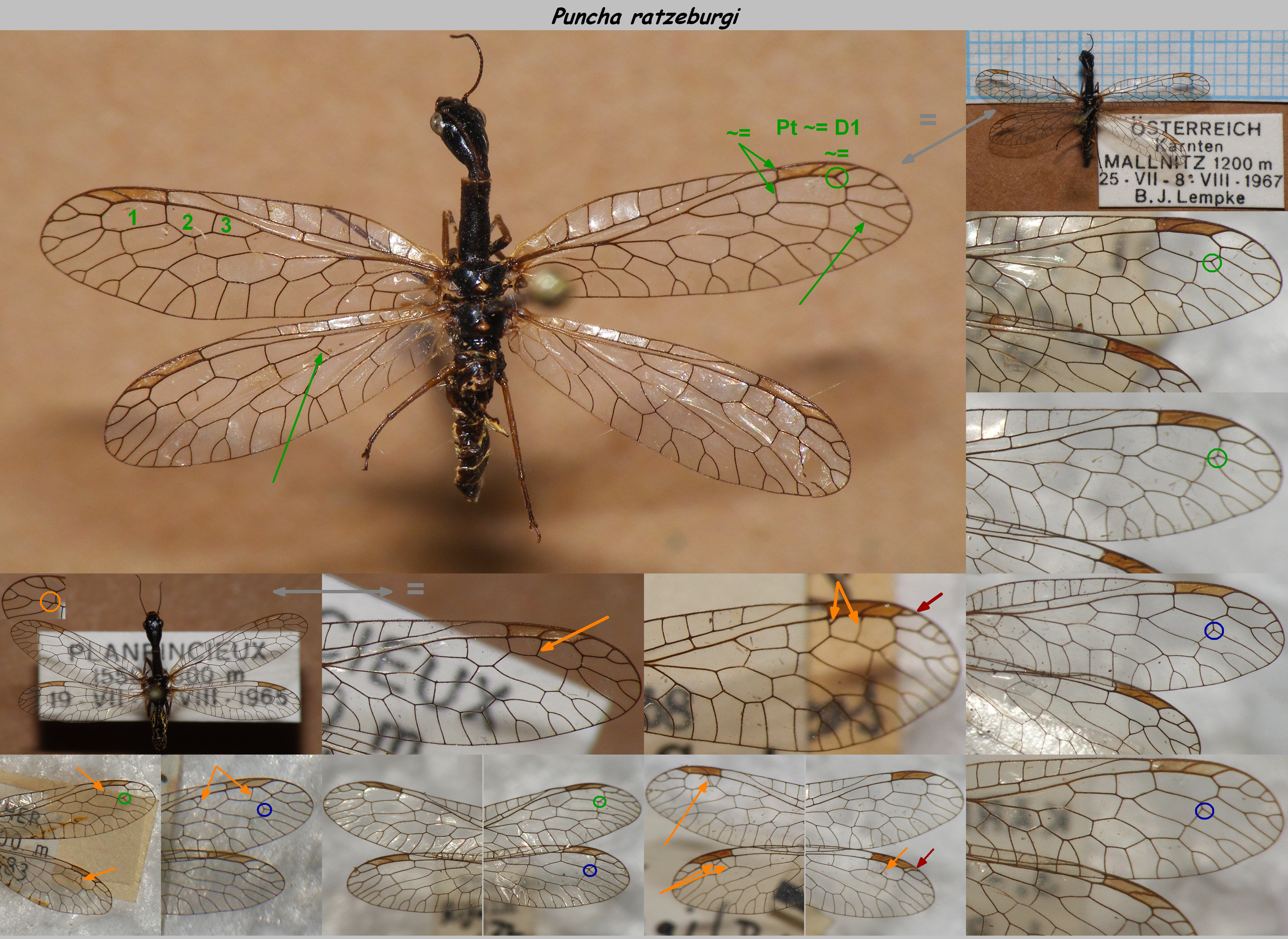